# 北海道静内高等学校
北海道静内高等学校（ほっかいどうしずないこうとうがっこう、Hokkaido Shizunai High School）は、北海道日高郡新ひだか町（旧静内町）に位置する公立（道立）の全日制普通科高等学校である。通称は「静高（しずこう）」。地域に根差した教育を理念とし、学業や部活動、地域貢献活動を通じて多様な人材の育成に取り組んでいる。生徒数は約500人で、1、2年次は各4クラス、3年次は5クラスの合計13クラスで構成されている。また、各学年には1クラスずつ「特進（特別進学）クラス」が設置されており、1年4組、2年4組、3年5組がそれにあたる。

## 沿革
- 1941年 - 北海道庁立静内農業学校として開校
- 1947年 - 北海道立静内農業学校と改称
- 1948年 - 学制改革により北海道立静内農業高等学校となる
- 1949年 - 富川・平取・日高に分校を設置
- 1950年 - 高等学校再編成により北海道静内高等学校となる
- 1951年 - 富川分校・平取分校がそれぞれ北海道富川高等学校・北海道平取高等学校として独立
- 1953年 - 日高分校が北海道日高高等学校として独立
- 1989年 - 定時制廃止
- 2003年 - 夏季の体育授業で使用されていたプール施設を廃止。埋め立てた後、同地を平取養護学校静内ペテカリの園分校に譲渡
- 2009年 - 単位制導入

## 部局活動(令和6年度)

### 野球部
静内高等学校野球部は、地域の高校野球大会に積極的に参加し、2年次10名、1年次6名、マネージャー1名の計17名で全道大会出場を目指して日々練習を重ねている。

### サッカー部
静内高等学校サッカー部は、選手20名、マネージャー2名、顧問3名、コーチ1名、トレーナー1名で構成されている。公式戦では「地域密着」を精神に、静内高校および日高地方の名を北海道全域に広めるべく戦い続けている。

### 陸上競技部
静内高等学校陸上競技部は2年次5名、1年次3名で活動している。走・跳・投など多様な種目があり、それぞれの目標に向けて練習を重ねている。

### ソフトテニス部
静内高等学校ソフトテニス部は1年生3名で活動している。全員が初心者から始めたが、基礎を大切にしながら全道大会出場を目指している。

### 男子バスケットボール部
静内高等学校男子バスケットボール部は、3年次4名、2年次4名、1年次6名、マネージャー2名の計16名で活動している。「全道大会出場」を目指し、チーム一体となって練習に取り組んでいる。

### 女子バスケットボール部
静内高等学校女子バスケットボール部は「公式戦一勝」を目標に掲げ活動している。少人数ながら先輩方の築いてきた伝統を受け継ぎ、チーム一体となって目標達成を目指している。

### 男子バレーボール部
静内高等学校男子バレーボール部は、3年次9名、2年次7名、1年次8名、マネージャー4名、顧問2名の計30名で「全道大会ベスト8」を目標に活動している。高体連全道大会では予選を突破したが、決勝トーナメントの1回戦で敗退し、今後の更なる成長を目指している。

### 女子バレーボール部
静内高等学校女子バレーボール部は、選手15名、マネージャー5名の計20名で活動している。日々の練習において「活動できることへの感謝」を忘れずに取り組み、チーム目標である「地域に愛されるチーム」「感謝の気持ちを結果に残す」の実現を目指している。

### バドミントン部
静内高等学校バドミントン部は、日々の練習や大会を通じて競技力向上を目指し活動している。選手たちは公式戦や合同練習、遠征合宿などの多彩な取り組みに参加し、個人戦・団体戦ともに高い成果を上げている。主な成果として、苫小牧地区予選会では男女シングルス・ダブルスでの優勝や上位入賞を果たしており、全道大会への出場も定期的に果たしている。

### ハンドボール部
静内高校ハンドボール部は、主に男子選手が中心となって活動しているが女子選手も在籍しており、チーム一丸となって競技力の向上を目指している。部員は高校からハンドボールを始めたメンバーが多く、チーム全体で成長を続けている。令和6年度には、室蘭支部秋季大会で4位、全道大会での出場権を獲得するなど、着実に実力をつけている。

### 剣道部
静内高等学校剣道部は、2年次4名の部員で構成されている。部員数が少なく団体戦ではメンバー不足に直面しているものの、それを補うため、各自が自己の役割を全力で果たすことでチームを支えている。

### 卓球部
静内高等学校卓球部は、1年次7名、2年次2名の計9名が在籍している。部の目標として「打倒駒大」および「高体連・新人戦団体ベスト4」達成を掲げており、各部員が目標に向けて主体的に練習に取り組んでいるのが特徴である。

### 吹奏楽部
静内高等学校吹奏楽部は、3年次10名、2年次10名、1年次15名の計35名で構成されており、顧問3名の指導のもと活動している。生徒自らが練習メニューを考案し、楽しさと技術向上を両立させながら日々努力を重ねている。令和5年度日胆地区吹奏楽コンクールではC編成部門、令和6年度ではB編成部門で金賞を受賞した。

### 書道部
静内高等学校書道部は、3年次9名、2年次7名、1年次5名の計21名が在籍している。部員たちは展覧会に向けた作品制作に励み、「高文連」や「書の甲子園」をはじめとする数々の展覧会で入選・入賞の実績を持つ。また、静高祭では吹奏楽部との合同パフォーマンスを行うのが恒例であり、地域イベントでも書道パフォーマンスを披露している。

### 囲碁・将棋部
静内高等学校囲碁・将棋部は、2年次4名、1年次3名の計7名で活動している。週4日、主に将棋を中心に自由な雰囲気で練習や対戦を行っている。特に初心者や未経験者の受け入れが積極的であり、自由なペースで囲碁や将棋の楽しさを味わうことができる。

### 美術部
静内高等学校美術部は、3年次8名、2年次5名、1年次9名、顧問2名を含む計24名で構成されている。主な活動として、「高文連支部大会」や「冬の道展 U21」、校外展への出展を目的に日々作品制作を行っている。水彩画や油絵、立体作品など幅広い分野で創作が可能であり、部員たちは自由にイメージを形にすることを楽しんでいる。

### 茶華道部
静内高等学校茶華道部は、3年次2名、2年次9名、1年次6名の計17名が所属している。活動日は水曜日と木曜日で、週1回、講師の指導のもと茶道の作法を学ぶ。学校祭では華道パフォーマンスを披露し、タピオカドリンクの販売を成功させるなど多彩な活動を展開している。

### 料理部
静内高等学校料理部は、食事やお菓子などの調理実習を通じて、料理技術の向上を目指す部活動である。部員は毎週水曜日に集まり、実習を行う。活動内容は、メニュー決め、レシピ検索、買い出しなど、全て部員自身で行うことが特徴である。

### ボランティア局
静内高等学校ボランティア局は、3年次18名、2年次9名、1年次20名の計47名が所属している。ペットボトルキャップの回収や花壇の管理、地域食堂での活動を通じて地域貢献を行っている。活動を通じて多世代との交流を促進し、コミュニケーション能力の向上にもつながっている。

### 図書局
静内高等学校図書局は、3年次3名、2年次3名、1年次2名の計8名で活動している。放課後の図書室開放や本の整理、カバー掛けなどを主な業務とするほか、金曜日の昼休みには貸し出し業務を行う。支部大会では他校の図書局員との交流を深め、活動内容の幅を広げている。

### 放送局
静内高等学校放送局は、3年次7名、2年次1名、1年次5名の計13名で構成されている。学校行事での機材設置や動画編集、昼放送を行うなど、多岐にわたる活動を展開している。毎年の大会には朗読やアナウンスの部門で出場しており、全道大会への進出実績もある。

### その他
- 馬術 - 部活動としては存在していないが、全国高等学校馬術選手権大会をはじめとする競技に積極的に参加している。
- 水泳 - 部活動としては存在していないが、静内水泳スポーツ少年団に所属している生徒が主に所属。
- カヌー - 部活動としては存在していないが、B&G新冠町海洋クラブに所属している生徒が主に所属。

## 学校行事
- 4月 - 着任式、入学式、新入生歓迎会
- 5月 - 高体連地区大会壮行会
- 6月 - 高体連全道壮行会、前期中間考査
- 7月 - 静高祭（学校祭）、陸上競技記録会
- 8月 - 前期期末考査、球技大会
- 10月 - 見学旅行（2年次）
- 11月 - 後期中間考査
- 1月 - 後期期末考査（3年次）、予餞会
- 2月 - 後期期末考査（1・2年次）
- 3月 - 卒業証書授与式、離任式

## 学校施設
北海道静内高等学校は、充実した設備を備えており、生徒の学びと活動を支えている。校内には体育館、図書館、自習室、進路相談室が整備されており、学習や部活動の環境が整っている。特にグラウンドは日高管内で最大規模を誇り、運動部の活動に広く活用されている。施設は最新とは言えないものの、十分な機能を備えており、快適な学習環境を提供している。

## 著名な出身者
- 五十嵐浩晃（シンガーソングライター）
- 大野克之（現・新ひだか町長）
- 松谷栄司（元プロ野球選手、北海高校に転校）